# Махова, Нина Николаевна
Нина Николаевна Махова (1938—2021) — советский и российский учёный в области органической химии, химии гетероциклических соединений, биологически активных веществ и энергоемких материалов, доктор химических наук, профессор. Лауреат Премии РАН имени Н. Д. Зелинского (2014). Заслуженный деятель науки Российской Федерации (2010).

## Биография
Родилась 31 июля 1938 года в Чите.
С 1955 по 1960 год обучалась в Московском химико-технологическом институте имени Д. И. Менделеева. С 1960 по 1967 год на практической работе в Дорогомиловском химическом заводе имени М. В. Фрунзе в качестве химика заводской химической лаборатории, одновременно находилась на научно-исследовательской работе в Институте атомной энергии АН СССР имени И. В. Курчатова в качестве научного сотрудника.
С 1967 года на научно-исследовательской работе в Институте органической химии имени Н. Д. Зелинского АН СССР (с 1991 года Российской академии наук) в качестве аспиранта, научного и старшего научного сотрудника Лаборатории азотсодержащих соединений, где работала под руководством профессора Л. И. Хмельницкого. С 1995 по 2021 год являлась руководителем этой научно-исследовательской лаборатории.

### Научно-педагогическая деятельность и вклад в науку
Основная научно-педагогическая деятельность Н. Н. Махова была связана с вопросами в области органической химии, химии гетероциклических соединений, биологически активных веществ и энергоёмких материалов, занималась исследованиями в области разработки методов синтеза и проведения комплексного исследования строения, реакционной способности, стерео-химии и химической трансформации целого арсенала азотсодержащих гетероциклов и ряда других родственных гетероциклических систем, занималась  созданием новых энергоёмких соединений, в том числе компонентов пиротехнических составов различного назначения. Н. Н. Махова являлась участницей и докладчиком  XII Международного симпозиума по горению и взрыву в Черноголовке (2008), где выступила с докладами «Термическое разложение и горение азофуроксанов» и «Механизм горения и структура пламени фуразанов и фуроксанов» и XVIII Европейского симпозиума по дифракции газовых электронов (European Symposium on Gas Electron Diffraction) в Австрии (2019), где выступила с докладом «Точное определение молекулярной структуры 1,2,1’,2’–тетраметил-3,3’-бидиазиридина методом газофазной электронной дифракции и квантово-химическими расчётами» («Accurate determination of molecular structure of 1,2,1’,2’–Tetramethyl-3,3’-bidiaziridine by gas-phase electron diffraction method and quantum-chemical calculations»).
Н. Н. Махова являлась членом Учёного и Диссертационного советов ИОХ РАН, членом Научного Совета Российской академии наук по горению и взрыву.
В 1971 году защитила кандидатскую диссертацию по теме: «Изучение реакционной способности аминокислот в реакции Дейкина–Уэста для синтеза биологически активных веществ», в 1989 году — докторскую диссертацию на соискание учёной степени доктор химических наук по теме: «Синтез высокоэнергетических производных в ряду диазиридинов и фуроксанов». В 1990 году приказом ВАК СССР ей было присвоено учёное звание профессор. Н. Н. Маховой было написано более девяносто научных трудов и монографий, её работы печатались в ведущих российских и международных научных химических журналах. Под её руководством было подготовлено более двадцати кандидатских и три докторские диссертации. 

## Основные труды
- Реакции CH-кислот и 1,3-диполей в присутствии ионных жидкостей / Успехи химии // 2010, 79(7), С. 603–644
- Превращения диазиридинов и их конденсированных аналогов под действием электрофильных реагентов / Успехи химии // 2011, 80(11), С. 1087-1118
- Metathesis of azomethine imines in the reaction of 6-aryl-1,5-diazabicyclo[3.1.0]hexanes with carbonyl compounds / Mendeleev Communications // 2012, 22, с. 32-34.
- A Novel Synthesis of Thioglycolurils by Ring Contraction of 5,7-Dialkyl-3-thioxoperhydroimidazo[4,5-e]-1,2,4-triazin-6-ones / SYNTHESIS-STUTTGART[англ.] // Georg Thieme Verlag (Germany), том 44, № 21, с. 3366-3370
- Успехи химии моноциклических амино- и нитрофуроксанов / Успехи химии // 2013, 82(11), С. 1007-1033.
- Metathesis of azomethine imines in reaction of 6-aryl-1,5-diazabicyclo[3.1.0]hexanes with (het)arylidenemalononitriles / Mendeleev Communications // 2013, 23, С. 34-36.
- Ionic liquid-promoted stereoselective [3+2] cycloaddition of 1-hetaryl-2-nitroethenes to azomethine imines generated in situ / Mendeleev Communications // 2013, 23, С. 206-208.
- Ionic liquid-promoted [3+2]-cycloaddition reactions of nitroformonitrile oxide generated by the cycloreversion of dinitrofuroxan / Tetrahedron Letters[англ.] // 2014, 55(15), С. 2398-2400.
- Циклореверсия динитрофуроксана – новый общий подход к синтезу нитроазолов / Известия РАН // Серия химическая, 2015, С. 415-422.
- Novel approaches to pharmacology-oriented and energy rich organic nitrogen–oxygen systems / Mendeleev Communications // Elsevier BV (Netherlands), 2015, том 25, № 6, с. 399-409
- Новые подходы к синтезу неаннелированных полиядерных гетероциклических систем, включающих 1,2,5-оксадиазольный цикл / Успехи химии // 2016, 85(10) , С. 1097–1145
- Synthesis, structural characterization and cytotoxic activity of heterocyclic compounds containing the furoxan ring / ARKIVOC // 2017, том 2017, № 3, с. 250-268
- Assembly of Nitrofurazan and Nitrofuroxan Frameworks for High-Performance Energetic Materials / ChemPlusChem[англ.] // издательство Wiley-VCH[англ.], 2017, том 82, № 11, с. 1315-1319
- Tandem Condensation/Rearrangement Reaction of 2-Aminohetarene N -Oxides for the Synthesis of Hetaryl Carbamates / Advanced Synthesis & Catalysis[англ.] // издательство John Wiley & Sons (United Kingdom), 2018, том 360, № 16, с. 3157-3163
- Pushing the Energy-Sensitivity Balance with High-Performance Bifuroxans /ACS Applied Materials & Interfaces[англ.] // издательство American Chemical Society (United States), 2020, том 3, № 8, с. 7764-7771
- Нитросоединения — структурная основа перспективных энергоемких материалов и многоцелевые реагенты для органического синтеза / Успехи химии // 2020, 89(1),  С. 1–54
- Прогресс в химии азот-, кислород- и серасодержащих гетероциклических систем / Успехи химии // 2020, 89(1),  С. 55–124
- 6,6′-Dimethyl-1,1′,5,5′-tetraaza-6,6′-bi(bicyclo[3.1.0]hexane): synthesis and investigation of molecular structure by quantum-chemical calculations, NMR spectroscopy and X-ray diffraction analysis / Structural chemistry // издательство Springer-Verlag (Heidelberg, Germany), 2021[2][6]

## Награды
- Заслуженный деятель науки Российской Федерации (2010 — «За большие заслуги в научной деятельности»)[7]
- Премия РАН имени Н. Д. Зелинского (2014 — за цикл трудов «Ионные жидкости — субстратспецифичные рециклизуемые растворители и катализаторы для органического синтеза и получения перспективных материалов»)[8]